# Molkenrahm
Molkenrahm (auch Molkensahne oder Sirtenrahm) ist der fetthaltige Rahm, der aus der Molke durch Zentrifugierung gewonnen wird. Molke enthält mit circa 2–3 g Fett pro Liter deutlich weniger Restfett als die Reinmilch. Bei der traditionellen Käseherstellung fällt Molkenrahm an, der einen hohen Gehalt an Kupfer aufweist. Kupfer fördert die Fettoxidation; daher ist der auf diese Weise gewonnene Molkenrahm anfälliger und wird leichter ranzig.
In der deutschen Käseverordnung von 1965 (KäseV) wird Molkenrahm neben der sogenannten Käsereimilch als möglicher Bestandteil bei der Herstellung von Käse explizit erwähnt. In der Schweiz darf Molkenrahm nicht in Rahm und Rahmprodukte zugesetzt werden.
Molkenrahm wird neben mikrobiell gesäuerter Milch oder Sahne als Bestandteil zur Herstellung von Sauerrahmbutter verwendet.
Sirtenrahm wird vor allem in der deutschsprachigen Schweiz als Begriff für Molkenrahm verwendet. Die Mischung aus Milchrahm – dem aus der Reinmilch gewonnenen Rahm – und Sirtenrahm wird dort als Käsereirahm bezeichnet.